# Сирийско-южноафриканские отношения
Сирийско-южноафриканские отношения — двусторонние дипломатические отношения Сирийской Арабской Республики и Южно-Африканской Республики. Были установлены 1 июня 1994 года после прекращения проведения политики апартеида со стороны ЮАР.

## История отношений

### Период политики апартеида
В период апартеида Сирия вместе с другими арабскими государствами выступила против ЮАР через Организацию Объединённых Наций. В сентябре 1952-го года сирийское правительство направило письмо генеральному секретарю ООН с просьбой включить политику апартеида в Южной Африке в повестку дня Генеральной Ассамблеи. Первый президент ЮАР после апартеида Нельсон Мандела посетил Сирию в 1999-м году во время своей поездки по Ближнему Востоку, которая также включала Иран и Иорданию.

### Периодсирийской гражданской войны
В ходе сирийской гражданской войны Южноафриканская Республика выступала на стороне сирийского правительства во главе с Башаром аль-Асадом, защищая последнего от осуждения со стороны ООН во время подавления мирных безоружных протестантов. Также, во время боёв в Восточной Гуте ЮАР выступили против обсуждения сирийского кризиса в совете ООН по правам человека. 

### Послевоенный период
В последние три дня перед падением режима Асада Министерство международных отношений ЮАР заявило о своей поддержке режима, заявив, что правительство ЮАР «солидарно с правительством и народом Сирийской Арабской Республики... [и] выражает серьёзную озабоченность наступательными действиями в Алеппо и Идлибе группировки «Тахрир аш-Шам», которая была признана Советом Безопасности ООН террористической организацией».